# Буди (Гайнівський повіт)
Буди (пол. Budy) — село в Польщі, у гміні Біловежа Гайнівського повіту Підляського воєводства.
Населення — 79 осіб (2011).
У 1975—1998 роках село належало до Білостоцького воєводства.

## Демографія
Демографічна структура станом на 31 березня 2011 року:
|          | Загалом | Допрацездатний вік | Працездатний вік | Постпрацездатний вік |
| -------- | ------- | ------------------ | ---------------- | -------------------- |
| Чоловіки | 41      | 11                 | 21               | 9                    |
| Жінки    | 38      | 3                  | 18               | 17                   |
| Разом    | 79      | 14                 | 39               | 26                   |